# فيتالي بافلوف (لاعب كرة قدم)
فيتالي بافلوف (بالروسية: Виталий Павлов)‏ (21 أغسطس 1965 في أوكرانيا - ) هو مدرب كرة قدم ولاعب كرة قدم بيلاروسي في مركز الوسط. لعب مع نادي بلشينا بوبرويسك وFC Bobruisk ‏ وFC Rechitsa-2014 ‏ وFC Polissya Zhytomyr ‏ وFC Osipovichi ‏ وFC Maxline Vitebsk ‏ وFC Slavyansk Slavyansk-na-Kubani ‏ ونادي أردا كارجلي وAtlantis FC ‏.

## وصلات خارجية
- فيتالي بافلوف على موقع قاعدة بيانات كرة القدم.إي يو (الإنجليزية)